# Verbändevereinbarung
Verbändevereinbarung bezeichnet verschiedene vertragliche Vereinbarungen zwischen Verbänden:
- in der Energiewirtschaft verschiedene Vereinbarungen zur Netzdurchleitung von Strom und Gas, siehe Verbändevereinbarung (Energiewirtschaft)
- in der Heiztechnik die Vereinbarung zwischen Bundesverband des Schornsteinfegerhandwerks – Zentralinnungsverband (ZIV) und dem Zentralverband Sanitär Heizung Klima (ZSHK), sowie eine ähnliche Vereinbarung zwischen ZIV und dem Zentralverband des Deutschen Baugewerbes (ZDB) zur Gewerbeausübung im jeweils anderen Gewerk
- in der Gebäudetechnik eine Vereinbarung zwischen dem Zentralverband der Deutschen Elektro- und Informationstechnischen Handwerke (ZVEH) und dem Bundesinnungsverband des Deutschen Kälteanlagenbauerhandwerks (BIV) zur Gewerbeausübung im jeweils anderen Gewerk
- im Mobilfunk die Vereinbarung zwischen kommunalen Verbänden (Deutscher Städtetag, Deutscher Landkreistag, Deutscher Städte- und Gemeindebund) und deutschen Mobilfunknetzbetreiber zum Mobilfunknetzausbau
- im Holzbau eine Vereinbarung zwischen dem Bund Deutscher Zimmermeister und dem Verband der Deutschen Säge- und Holzindustrie (VDS) zu den technischen Eigenschaften von Bauholz (später DIN 4074)